# Eisenwerk Weiherhammer

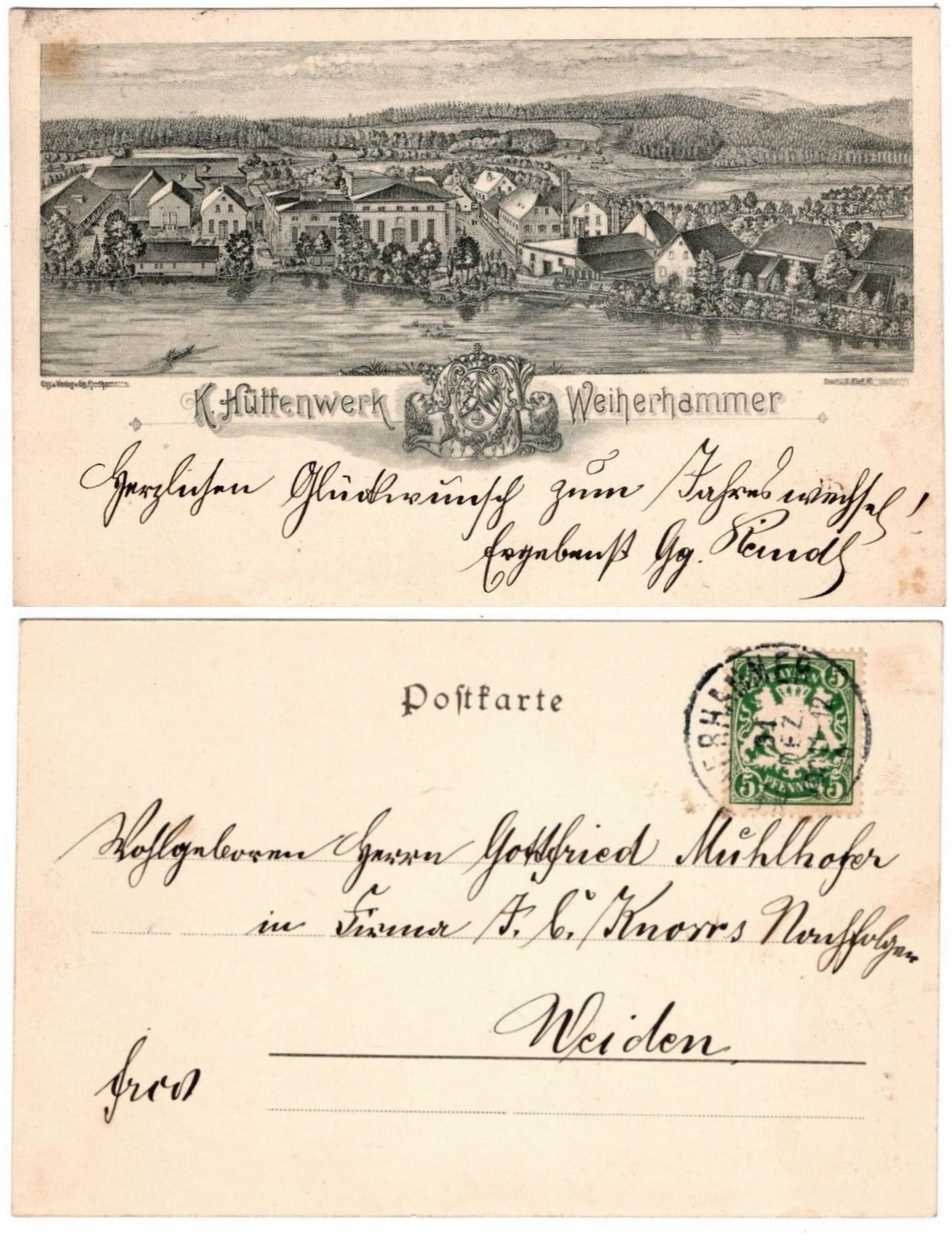
Hüttenwerk Weiherhammer um 1900

Das Eisenwerk Weiherhammer wurde in der heute gleichnamigen Oberpfälzer Gemeinde Weiherhammer zwischen Mantel und Etzenricht an dem Beckenweiher und seinem Zufluss, dem in die Haidenaab mündenden Röthenbach, errichtet. 

## Geschichte
Um 1674 wurde von dem Landesherren wegen des zunehmenden Mangels an Holz und Holzkohle in der Gegend von Amberg und Sulzbach erwogen, am Beckenweiher einen Hochofen zu errichten. Hier war im Mantler und Parksteiner Forst genügend Holz zum Betrieb eines Eisenwerkes vorhanden; den langen Anfahrtsweg für das Eisenerz aus Amberg oder Sulzbach musste man in Kauf nehmen. Als der Hammer Philippsburg dann wegen Kohlemangels stillgelegt wurde, ging der Landesfürst Theodor Eustach um 1700 daran, am östlichen Ufer des Beckenweihers einen Hochofen (den sog. Hochofen nächst Mantel) errichten zu lassen. 
Dazu wurde für den Hochofen ein Geviert von 15 mal 15 m und 2 m Tiefe ausgehoben. Wegen des sumpfigen Bodens wurde zuerst eine Schicht von Tannennadeln eingebracht und dann ein Rost aus Tannen erstellt, auf den dann die Mauern des Schmelzofens errichtet werden konnten (1935 wurde dieser Tannenrost freigelegt und die im Moorboden erhaltenen Tannenstämme zu Holzbohlen verarbeitet). Der Ofenschacht war nicht rund, sondern im Viereck aufgebaut. Er hatte eine Höhe von 8 m, war aus Bruchsteinen errichtet und hatte eine lichte Weite von einem Meter. Innen war er mit feuerfesten Steinen ausgemauert. Die notwendige Luft zum Anfachen des Feuers wurde anfangs von einem mit dem Fuß getretenen Blasebalg eingebracht. Die umgebende sumpfige Gegend wurde im Laufe der Zeit mit Ofenschlacke aufgefüllt, die teilweise ebenfalls auf Rosten aus Baumstämmen gelagert wurden. Nach Errichtung des Ofenschachtes wurden noch eine Schmelzhütte, eine Gießhütte, Kohlenstadel, Materialschuppen und Wohnhäuser für die aus Rosenberg übersiedelten Arbeiter errichtet. Diese Vorbereitungsarbeiten dürften acht bis zehn Jahre gedauert haben. Am 3. November 1717 wurde erstmals Eisen geschmolzen. Als Hüttkapfer (= Verwalter) wurde ein Hammermeister vom Alten Hammer bei Floß eingestellt. Etwa jede Stunde wurde der Hochofen von einem Schmelzmeister angestochen und das weißglühende Eisen wurde in Sandformen abgelassen. Erzeugt wurden Ofenhäfen, Wasserkessel, Bratpfannen, Herdplatten, Ofenteile, Beschläge für Pflüge und hölzerne Wagen, Achsbüchsen und für Kriegszwecke auch Bomben und Granaten. Neben den Gusswaren wurden auch Luppen im Gewicht mehrerer Zentner produziert. Diese dienten als Vorrat für die Zeit, wenn der Hochofen nicht in Betrieb war und man dieses Roheisen im Schmiedefeuer weiter verarbeiten konnte. Die Jahresleistung lag bei etwa 300 t Eisen. Wenn der Ofen einmal angeblasen war, blieb er mehrere Monate lang Tag und Nacht in Betrieb, und zwar so lange, wie Erz und Holzkohle vorhanden waren und die Ausmauerung der Hitze im Schmelzschacht standhielt. Etwa alle drei, vier oder fünf Jahre wird der Hochofen wieder neu angeblasen. Der Ofen brauchte während der Betriebszeit zwischen fünf- und sechstausend Klafter Holz. In dem Werk arbeiteten um 1781 26 Männer. 
Am 17. Oktober 1719 wurde eine Hammerhütte eingeweiht, die mit dem Wasser aus dem Beckenweiher betrieben wurde. Nun konnte hier der Großteil des Roheisens zu Gebrauchseisen verschmiedet werden. Wie aus den Hammerrechnungen zu ersehen ist, wurde Schieneisen, Rundeisen, Scherbeleisen (Pflugscharen), Wagenreifen, Wagenachsen, Flacheisen, Hufeisen und grobes Blech erzeugt. Ausgeschmiedet wurde das Eisen mit zwei großen Schwanzhämmern, im Volksmund Buggelhammer genannt. Das Schmiedefeuer brannte Tag und Nacht und die Schmiedeknechte mussten in Schichten arbeiten. Zwischen dem 21. Oktober 1732 bis zum 2. Januar 1734 konnten Einnahmen in der Höhe von 14 649 Gulden und 42 Kreuzer erwirtschaftet werden. Die Ausgaben betrugen 11 799 Gulden und 18 Kreuzer, d. h. es bestand ein Gewinn von 2 850 Gulden und 24 Kreuzer. Zu den Ausgaben zählten auch sog. Roßpollen, diese wurden von den Formern als Lüftungsmittel gebraucht, um den Formerlehm durchlässig für den Dampf des flüssigen Eisens zu machen (ein Fuder kostete das Werk 1 fl und 14 kr). 
1727 richteten die ersten Hammerarbeiter des Werkes ein Gesuch an die Regierung in Sulzbach, sich in der Nähe des Werkes ansiedeln zu dürfen. Die Häuser von Weihersdorf entstanden an der Westseite des Beckenweihers, damit die Holzhäuser vor Funkenflug geschützt waren; die Siedlung bekam den Namen Beckendorf. 1801 wurde eine Taverne errichtet, die erst in den 1960er Jahren einer Werkserweiterung weichen musste. 1906 wünschten sich die Einwohner, den Ort so wie das Eisenwerk zu nennen, aber erst 1934 genehmigte das Innenministerium die Umbenennung in Weiherhammer. 
Um 1781 wird von einem wasserbetriebenen Seilaufzug berichtet, mit dem abwechselnd Eisenerz und Holzkohle auf die Gichtbühne gebracht und von oben in den Hochofen gekippt werden konnte. 
1738 wurde das Eisenwerk an den Sulzbachischen Hofkammerherrn von Hann verpachtet. Der jährliche Pachtzins betrug 1500 Gulden. 1753 kam das Werk nach seinem Tod wieder an die kurfürstliche Regierung zurück, allerdings waren alle Gebäude und Gewerke in einem verwahrlosten Zustand. In diesem Jahr wurde Johann Wolfgang Allio als Verwalter auf dem kurfürstlichen Hochofen bestellt. Dieser geriet mit dem kurfürstlichen Forstmeister Franz Benno von Hann zu Mantel wegen der Jagdausübung im Beckenweiher und der Entnahme von Holz in einen Streit, der das Werk wegen Ausbleibens der Holzkohlelieferung in Bedrängnis brachte; der Streit konnte erste durch das Eingreifen der Regierung beendet werden. 1755 wird das Werk von Georg Windisch verwaltet, der kein Interesse an der Jagd hatte und sich eher mit Fischzucht beschäftigte. 1771 ist hier der Hochofenverwalter Johann Thomas Bauer, der wieder an der Jagd interessiert war, was dazu führte, die bekannten Zerwürfnisse wieder aufleben zu lassen. Mit dem Werk ist auch die niedere Gerichtsbarkeit verbunden, die der jeweilige Verwalter ausübte. 1794 erhält das Werk einen Großauftrag zur Produktion von Tausenden an Kanonenkugeln und Granaten. Dazu wurden der Weiherhammer Schmelzmeister Pezler und der Formmeister Achaz Pöll von den Bodenwöhrern Formern und Sandgießer in die Herstellungstechnik eingeweiht. 1797 erhielt Weiherhammer zusammen mit den Werken in Bodenwöhr und Fichtelberg den Auftrag, 45 150 Stück Zwölfpfünder, 53 412 Sechspfünder und 2 654 Dreipfünder herzustellen.
1799 wurde unter dem Verwalter Pindl ein neuer Hochofen um 9 000 Gulden errichtet und damit der alte von 1717, der von den Franzosen in den Koalitionskriegen arg beschädigt worden war, abgelöst. Das neue Werk besaß nun ein Maschinenhaus mit einem hydrostatischen Gebläse und neuen Wasserrädern, zwei Hammerhütten, vier Streck- und Zainhämmer mit eigenen Wasserrädern, einen Kugelhammer, ein Erzpochwerk, ein Schleifwerk zum Polieren der Gusswaren, zwei Holzkohlenstädel und zwei Materialschuppen. Für den Hochofen war auch ein Kran errichtet worden und er wurde mittels zweier Aufzüge beschickt. In diesem Jahr wurde auf dem Werksgelände eine Barbarakapelle errichtet. 1806 produzierte der Hochofen 8 000 Zentner Roheisen. 1808 wurde auch eine Bruderkasse, ein Vorläufer der Pensionskasse, eingerichtet, die im Todesfall eines Arbeiters 15 fl an die Familie auszahlte. Am 16. Juni 1833 wurde eine Volksschule auf dem Werksgelände gegründet, wobei der Lehrer Johann Baptist Rabs bereits 1830 als Hauslehrer der Kinder des Hammermeisters Schmid nach Weiherhammer gekommen ist.
1840 wurde begonnen, das Werk mit Torf zu beheizen. Es stellte sich heraus, dass trockener und gepresster Torf die Holzkohle gut ersetzen konnte. Am 1. Juli 1840 wurde mit dem Bau eines Walzwerkes begonnen, da die Nachfrage nach Eisenbahnschienen nicht mehr durch das gehämmerte Eisen bewältigt werden konnte. Eine weitere Umstellung war die Verhüttung des Eisens mittels Koks aus Steinkohle aus dem Ruhrgebiet um 1850. Während diese Neuerung das Aus für viele Werke in der Oberpfalz bedeutete, konnte Weihergut mit den Neuerungen Schritte halten. Hier wurden zwei Kupolöfen errichtet, mit denen Roheisen und Eisenschrott verarbeitet werden konnten. 1864 meldete der Hüttenmeister Georg Mayr einen Roheisenvorrat von 24 000 Zentnern, der von zwei Hochöfen produziert worden war. 1875 errichtete die Ostbahngesellschaft die Strecke von Weiden über Weiherhammer nach Nürnberg. Nun konnten auch die logistischen Probleme hinsichtlich der Zulieferung von Roheisen und Koks bewältigt werden. 
1882 wurde die Erzverhüttung eingestellt und die beiden Hochöfen abgerissen. 1890 stellten auch die beiden Hammerhütten ihren Betrieb ein. Das bedeutete aber keineswegs das Ende des Werkes, denn die Eisengießerei und die Schlosserei waren weiter in Betrieb. 1913 waren sogar 268 Beschäftigte in dem Werk, 1933 waren es dann 800 Mann. Hergestellt wurden nun Lokomotiventeile, Wanderroste, Straßenwalzen, Müllereimaschinen und Maschinenteile aller Art.

## Weiherhammer im 20. Jahrhundert

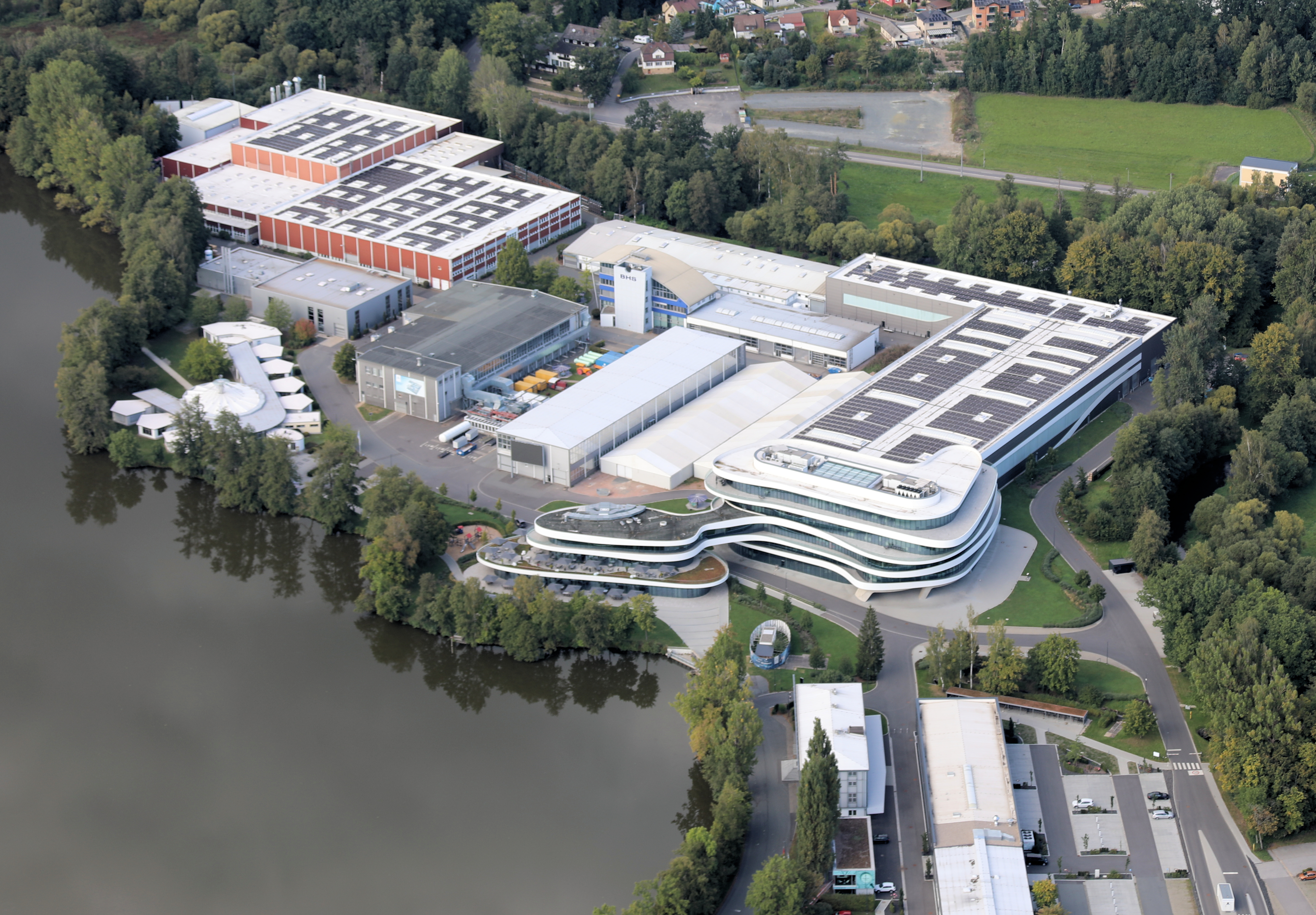
BHS Corrugated in Weiherhammer (2023)

1927 wurde das Werk Weiherhammer in die BHS-Bayerische Berg-, Hütten- und Salzwerke eingegliedert. 1993 wurde diese Gesellschaft privatisiert und arbeitet bis heute als GmbH.
Den Zweiten Weltkrieg konnte das Werk unbeschädigt überstehen, ein Fliegerangriff am 11. April 1945 richtete nur wenig Schaden an. Problematischer waren die Zerstörungen der Brücken über die Heidennaab und den Röthenbach durch die SS. Dies brachte die Eisenbahnverbindung nach Weiden für ein halbes Jahr zum Erliegen. Der Abbau der Werksanlagen drohte 1947, konnte aber abgewendet werden. Nach der Währungsreform von 1948 setzte eine Aufwärtsentwicklung ein, 1952 entstand eine zweite Gießerei, die Abflussrohre und Formstücke im Schleudergussverfahren mit im Werk selbst hergestellten Maschinen produzierte. Mit einer aufgestellten Bessemerbirne konnten Mitte der 1960er Jahre Maschinenteile bis 3 000 kg hergestellt werden. Mit einem Spezialofen wurde Kugelgraphit-Gusseisen für hochwertigen Maschinenguss (Maschinenteile bis zu 7 t) und Stahlsand in 10 Korngrößen für den Gussputz hergestellt. 
1960 wurde der Geschäftsbereich des Eisenwerks erweitert: Nun wurden neben Gusseisen auch Wellpappenmaschinen konstruiert und gefertigt. Heute produziert an der Stelle des früheren Eisenwerkes die BHS Corrugated, der Weltmarktführer für Wellpappanlagen. Zurzeit arbeiten 900 Beschäftigte im Werk in Weiherhammer.